# Kolsås

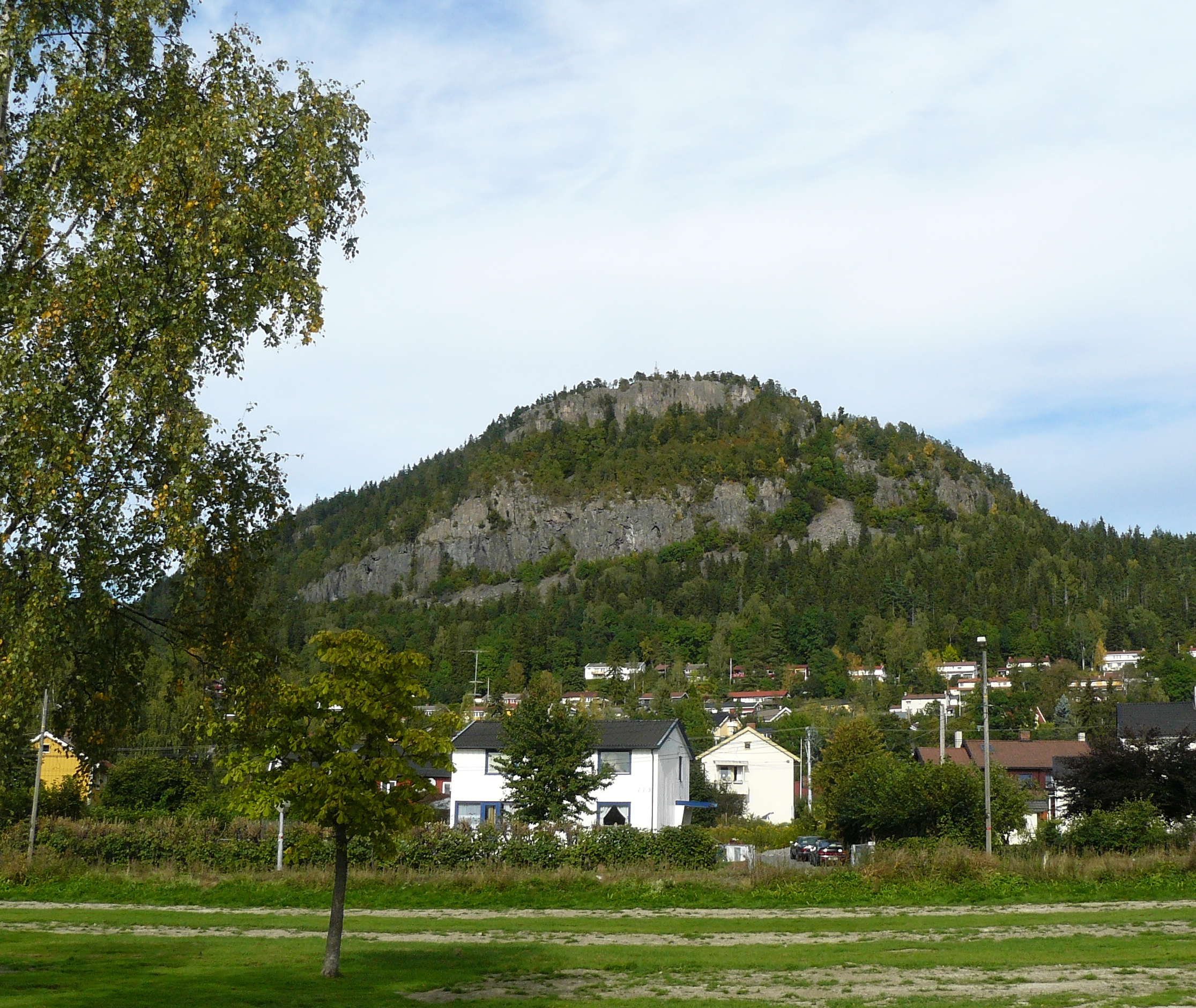
Kolsåstoppen

Kolsås är en plats och ett berg i Bærums kommun i Akershus fylke i Norge. 
Berget Kolsås har två toppar, den norra (Varden) som är 387 meter över havet och den södra som är 342 meter över havet. Mellan topparna ligger den lilla sjön Setertjern. Kolsås är ett populärt turområde.
Vintern 1895 bodde den franske målaren Claude Monet i det närliggande Sandvika. Under denna tid gjorde han flera målningar av lokala motiv, bland annat flera av berget Kolsås.